# Jean-Stéphane Sauvaire
Jean-Stéphane Sauvaire (Parigi, 31 dicembre 1968) è un regista francese.

## Biografia
Negli anni novanta è stato aiuto regista di Rachida Krim, Karim Dridi e Laetitia Masson. Ha diretto nel 2000 il suo cortometraggio d'esordio, interpretato da Rossy de Palma. Il suo primo lungometraggio di finzione, Johnny Mad Dog (2008), prodotto da Mathieu Kassovitz, è tratto da un romanzo dello scrittore congolese Emmanuel Dongala sul tema dei bambini soldato.
Trasferitosi a New York nel primi anni 2010, negli Stati Uniti si è cimentato nel genere carcerario e di arti marziali con Una preghiera prima dell'alba (2017). Ha poi diretto Sean Penn nel thriller Città d'asfalto, in concorso al Festival di Cannes 2023.

## Filmografia

### Regista

#### Cortometraggi
- La Mule (2000)
- A Dios – documentario (2003)
- Matalo! (2005)

#### Lungometraggi
- Carlito's Medellin – documentario (2004)
- Johnny Mad Dog (2008)
- Una preghiera prima dell'alba (A Prayer Before Dawn) (2017)
- Città d'asfalto (Black Flies) (2023)

#### Televisione
- Punk – film TV (2012)

### Sceneggiatore
- La Mule – cortometraggio (2000)
- A Dios – cortometraggio documentario (2003)
- Matalo! – cortometraggio (2005)
- Johnny Mad Dog (2008)

### Produttore
- Johnny Mad Dog (2008) - co-produttore
- Bizarre, regia di Étienne Faure (2015) - co-produttore

### Attore
- Welcome to New York, regia di Abel Ferrara (2014)

### Direttore della fotografia
- La Mule – cortometraggio (2000)
- A Dios – cortometraggio documentario (2003)
- Carlito's Medellin – documentario (2004)
- Matalo! – cortometraggio (2005)

### Montatore
- Carlito's Medellin – documentario (2004)

### Sonoro
- Carlito's Medellin – documentario (2004)